# Bank of the West Classic 1993
Bank of the West Classic 1993 — жіночий тенісний турнір, що проходив на закритих кортах з килимовим покриттям Claremont Resort and Spa в Окленді (США). Належав до турнірів 2-ї категорії в рамках Туру WTA 1993. Відбувсь удвадцятьдруге й тривав з 1 до 7 листопада 1993 року. Перша сіяна Мартіна Навратілова здобула титул в одиночному розряді, свій четвертий на цьому турнірі після 1979, 1980 і 1988 років, й отримала 75 тис. доларів США, а також 300 рейтингових очок.

## Фінальна частина

### Одиночний розряд
Мартіна Навратілова —  Зіна Гаррісон-Джексон 6–2, 7–6(7–1)
- Для Навратілової це був 5-й титул в одиночному розряді за сезон і 166-й — за кар'єру.

### Парний розряд
Патті Фендік /  Мередіт Макґрат —  Аманда Кетцер /  Інес Горрочатегі 6–2, 6–0